# Sólveig Anspach
Sólveig Anspach (* 8. Dezember 1960 in Heimaey, Vestmannaeyjar; † 7. August 2015 im Département Drôme) war eine isländisch-französische Filmregisseurin und Drehbuchautorin.

## Leben
Anspach wurde in Island als Tochter der isländischen Architektin Högna Sigurðardóttir und eines Deutsch-Amerikaners geboren. Sie wuchs jedoch in New York und Paris auf. In Paris studierte sie Philosophie und klinische Psychologie sowie anschließend Filmregie an der La Fémis. Ihr Filmstudium schloss sie 1990 mit dem Kurzdokumentarfilm Par amour ab, in dem eine Strafgefangene berichtet, wie sie ihren Mann umgebracht hat.
Zunächst arbeitete Anspach im Dokumentarfilmbereich und schuf zahlreiche Kurzdokumentarfilme, darunter Vestmannaeyjar (1990) über den Vulkanausbruch auf den Westmännerinseln im Jahr 1973, Sandrine à Paris (1992) über eine Pariser Taschendiebin,  Barbara, du bist nicht schuldig (1998) über Groschenromane und ihre Leserinnen, sowie verschiedene Folgen der Reihe Alla la terre. Ihr Spielfilmregiedebüt gab sie 1999 mit Haut les cœurs!. In der Geschichte einer schwangeren Frau, die bei einer Routineuntersuchung erfährt, dass sie an Brustkrebs erkrankt ist, verarbeitete Anspach auch ihre eigene Brustkrebserkrankung. Für Haut les cœurs! erhielt sie 2000 ihre erste César-Nominierung in der Kategorie Bestes Erstlingswerk. Ihre Komödie Bin gleich zurück wurde 2008 beim Locarno International Film Festival mit dem Variety Piazza Grande Award ausgezeichnet. Die Französischen Filmtage Tübingen-Stuttgart widmeten Anspach 2013 eine Retrospektive.
Ihr Film Treibsand (2013) war ebenfalls sehr erfolgreich. Bei der Verleihung des Césars 2015 war sie für ihre Drehbuch-Adaption nominiert und brachte den teilnehmenden Darstellern mehrere Nominierungen und Auszeichnungen ein: Claude Gensac war für den César als beste Nebendarstellerin nominiert, Bouli Lanners für den belgischen Filmpreis Magritte als bester Hauptdarsteller und Karin Viard gewann den Prix Lumières als beste Darstellerin.
Anspach verstarb 2015 in ihrem Haus im Département Drôme an Brustkrebs. Zu dem Zeitpunkt befand sich ihr aktueller Film Der Effekt des Wassers gerade in der Postproduktion. Er wurde durch Jean-Luc Gaget, Anne Riegel, Skuli Fr. Malmquist, Patrick Sobelman sowie Martin Wheeler fertiggestellt und im Mai 2016 auf den Internationalen Filmfestspielen von Cannes uraufgeführt. Anspach wurde in Cannes postum mit dem Prix SACD ausgezeichnet und erhielt 2017 gemeinsam mit Jean-Luc Gaget einen César in der Kategorie Bestes Originaldrehbuch.
Die Drehbuchidee zum 2021 veröffentlichten Film Im Herzen jung stammt von Anspach.

## Filmografie

### Spielfilme
- 1999: Haut les cœurs!
- 2003: Stormy Weather
- 2006: Grenzgänger (Les Européens)
- 2008: Bin gleich zurück (Skrapp út)
- 2009: Louise Michel (TV)
- 2010: Anne et les tremblements (Kurzfilm)
- 2012: Queen of Montreuil
- 2013: Treibsand (Lulu femme nue)
- 2016: Der Effekt des Wassers (L’effet aquatique) – mit Cameo-Auftritt

### Dokumentarfilme (Auswahl)
- 1990: Par amour (Kurzfilm)
- 1990: Vestmannaeyjar (Les iles Vestmannaeyar) (Kurzfilm)
- 1991: Sandrine, une autre vie (Kurzfilm)
- 1991: Le chemin de Kjolur (Kurzfilm)
- 1992: Sandrine à Paris
- 1995: Bonjour, c’est pour un sondage
- 1995: Sarajevo, paroles de Casques Bleus
- 1995: Bistrik, Sarajevo
- 1995: Alla la terre: Le toucher
- 1995: Alla la terre: les loups
- 1996: Alla la terre: le origines
- 1997: Le theatre des marionettes
- 1998: Barbara, du bist nicht schuldig (Barbara, tu n’es pas coupable) (TV)
- 1999: Die Amazonen der Provence (Que personne ne bouge!) (TV)
- 2001: Reykjavik, des elfes dans la ville
- 2001: Made in the USA
- 2002: La revue Deschamps Makeief
- 2004: Gefälschte Bilder tausendfach (Faux tableaux dans vrais paysages islandais)
- 2005: Le secret
- 2007: Willkommen bei … (Bienvenue chez …) (TV-Reihe, 2 Folgen)
- 2009: Christine (TV-Kurzdokumentation)

## Auszeichnungen
- 1999: Nominierung Gold Hugo, Chicago International Film Festival, für Haut les cœurs!
- 1999: Preis für die Beste Regie, Film Fest Gent, für Haut les cœurs!
- 1999: Nominierung Grand Prix, Film Fest Gent, für Haut les cœurs!
- 1999: Nominierung Goldene Ähre, Semana Internacional de Cine de Valladolid, für Haut les cœurs!
- 2000: César-Nominierung, Bestes Erstlingswerk, für Haut les cœurs!
- 2001: François Chalais Award, Internationale Filmfestspiele von Cannes, für Made in the USA
- 2003: Nominierung Prix Un Certain Regard, Internationale Filmfestspiele von Cannes, für Stormy Weather
- 2008: Variety Piazza Grande Award des Locarno International Film Festival, für Bin gleich zurück
- 2012: Lina Mangiacapre Award der Internationalen Filmfestspiele von Venedig, für Queen of Montreuil
- 2015: César-Nominierung, Bestes adaptiertes Drehbuch, für Treibsand
- 2016: Prix SACD, Internationale Filmfestspiele von Cannes 2016, für Der Effekt des Wassers
- 2017: César, Bestes Originaldrehbuch, für Der Effekt des Wassers
- 2017: Nominierung Edda, Regisseur des Jahres, für Der Effekt des Wassers